# Maria Burbon (księżna de Condé)
Maria Caterina Brignole, księżna Monako, księżna de Condé (ur. 7 października 1737 w Genui, zm. 18 marca 1813 w Wimbledonie, Londyn), włoska artystokratka, od 5 czerwca 1757 do 9 stycznia 1771 księżna Monako jako żona księcia Honoriusza III, od 24 października 1798 do 18 marca 1813 księżna de Condé jako żona księcia Ludwika V Burbona.

## Dzieciństwo i młodość
Maria Katarzyna urodziła się 7 października 1737 roku w Genui. Jej rodzicami byli Giuseppe Brignole, markiz Groppoli, oraz jego żona, Maria Anna Balbi. Markiz Guiseppe był ambasadorem Genui we Francji, dlatego też dziewczynka wraz z matką były stałymi bywalczyniami paryskich salonów i Wersalu. Tam rozsławiono urodę Marii Katarzyny, jeden z biografów określił ją później „najpiękniejszą kobietą we Francji”.
Maria Katarzyna zakochała się w Ludwiku Józefie Burbonie, księciu de Condé. W tym czasie jej matka romansowała z księciem Monako, Honoriuszem III. Po kilku latach potomek rodu Grimaldich zakończył romans z zamężną kobietą i zaczął adorować zaledwie piętnastoletnią Marię Katarzynę. Markiza Maria Anna była niezadowolona z tego faktu, ale Honoriusz przekonał ją, by wyprosiła u męża pozwolenie na jego ślub z Marią Katarzyną, młodszą od niego o siedemnaście lat.

## Małżeństwo i rodzina
Ślub Marii Katarzyny de Brignole i księcia Honoriusza III Grimaldi odbył się per procura w Genui 15 czerwca 1757. Panna młoda w towarzystwie genueńskiej szlachty przypłynęła do Monako, ale książę odmówił przywitania jej na statku, tłumacząc się zajmowaną przez siebie pozycją. Towarzysze księżnej odpowiedzieli jednak, że należy ona do rodziny rządzącej w Genui i dlatego zasługuje na to, by książę osobiście przybył do portu. Honoriusz nie zmienił zdania i statek przez kilka dni dryfował kilka mil od wybrzeża, aż ustalono, że książę i nowa księżna przywitają się na mostku pomiędzy statkiem a wybrzeżem.
Para doczekała się dwójki dzieci, księcia Monako, Honoriusza IV (urodzonego 17 maja 1758) i Józefa (urodzonego 10 września 1763). Małżeństwo rozpadło się 9 stycznia 1771.

## Księżna Monako
W dniu ślubu Maria Katarzyna otrzymała tytuł księżnej Monako, jej mąż zasiadał na tronie od 1733 roku. Miesiąc miodowy spędzili w Pałacu Carnoles, wybudowanym przez księcia Honoriusza II Grimaldi. Początkowo oboje byli szczęśliwi. Księżna miała bardzo emocjonalną, romantyczną i żądną przygód naturę, sprawiała jednak wrażenie uwięzionej w swoim nowym życiu na Riwierze Francuskiej, choć Pałac Monako określano jako Śródziemnomorski Wersal. Władzę w kraju sprawował jednak wuj jej męża, Antoni Chavalier Grimaldi, pełniący funkcję regenta na mocy postanowienia jej teścia, księcia Jakuba de Goyon de Matignon.
Latem 1760 jej mąż wyjechał do Paryża, ale pisał do żony listy, w których zapewniał o swojej tęsknocie. Księżna Maria Katarzyna w grudniu zostawiła starszego syna, Honoriusza IV z jej rodzicami w Monako i dołączyła do małżonka. Po dwóch latach ponownie zaszła w ciążę, zaczęła jednak tęsknić za pierworodnym synem i pojechała do niego do Monako. Księżna straciła jednak drugie dziecko, Honoriusz III przyjechał wówczas do księstwa i zabrał ją z powrotem do Paryża.
Nie podobało się jej życie w stolicy Francji. Zaszła w ciążę po raz trzeci, a książę Honoriusz zamiast jej towarzyszyć, uczestniczył w licznych zabawach i wyjechał do Normandii. Maria Katarzyna przebywała ze swoim szwagrem, księciem Karolem Maurycym, ale nie przypadła do gustu jego żonie, Marii Krystynie. Szwagierka zarzucała jej brak klasy. Brignole bowiem nie używała makijażu, nie podążała za trendami mody i nie umiała tańczyć. Nieobecność męża i złe samopoczucie sprawiły, że pogłębiła się jej przyjaźń z księciem Ludwikiem Burbonem. Honoriusz III przyjechał do Paryża, ale tylko po to, by oskarżyć żonę o romans z księciem de Condé. Maria Katarzyna zaprzeczyła wszystkiemu, a sytuacja jeszcze bardziej zbliżyła ją do jej pierwszej miłości.
Małżeństwo księżnej Monako rozpadło się. W międzyczasie zmarł jej ojciec, po którym odziedziczyła całą fortunę, ale zastrzegła, że mąż nic z tej fortuny nie dostanie. Maria Katarzyna wstąpiła tymczasowo do klasztoru w Le Mans, gdzie zwierzchnikiem był biskup Grimaldi. Rozwiodła się 9 stycznia 1771.

## Księżna de Condé
Maria Katarzyna kupiła sobie zamek we Francji, w którym mieszkała i w którym odwiedzali ją synowie. Trzy lata po śmierci księcia Honoriusza III, 24 października 1798 w Londynie spełniła swoje marzenie i została żoną Ludwika V Józefa Burbona de Condé, a tym samym księżną de Condé. Książę był liderem armii Conde na emigracji, a ona wykorzystała jego fortunę, by wspomóc francuską armię na wygnaniu.
Podczas Wielkiej Rewolucji Francuskiej przebywała z mężem na wygnaniu w Anglii. Zmarła 18 marca 1813 w Wimbledonie w Londynie i została pochowana w Anglii. Koszty jej pogrzebu pokryła brytyjska rodzina królewska.